# 都畿道
都畿道，唐朝时设置的道。
开元二十一年（733年）分河南道都畿地区置，治所在洛阳县（今河南省洛阳市）。因位于河南东都道附近，因以为名。辖境相当今河南省洛宁、渑池二县以东，巩义、新密二市及襄城县以西，嵩县、鲁山、叶县以北，济源、孟州二市以南地区。乾元元年（758年）废。 

## 辖州
- 东都河南府，治所在洛阳，领20县
- 汝州临汝郡，治所在梁县，领7县
- 陕州陕郡，治所在陕县，领6县
- 怀州河内郡，治所在河内县，领5县
- 郑州荥阳郡，治所在管城县，领7县